# Ana Đapović
Ana Đapović (Beograd, 28. jun 1988) srpska je slikarka.

## Biografija
Ana Đapović je diplomirala na Fakultetu primenjenih umetnosti 2011. na odseku za zidno slikarstvo u klasi profesora Siniše Žikića. Članica je ULUS-a i ULUPUDS-a. Od 2013. u statusu je samostalnog umetnika. Do sada je učestvovala na preko 100 kolektivnih i 17 samostalnih izlaganja. Dobitnica je nekoliko nagrada u oblasti slikarstva. Radovi joj se nalaze u brojnim privatnim i javnim kolekcijama u zemlji i inostranstvu. Živi i stvara u Beogradu.

## Nagrade
- 2024. - Nagrada za slikarstvo na 12. Međunarodnom bijenalu minijature Temišvar.
- 2024. - Pohvala na Međunarodnom bijenalu crteža i grafike, “Memorijalna galerija Dušan Starčević”, Smederevska Palanka.
- 2023. - Nagrada za slikarstvo na 12. Međunarodnom bijenalu umetnosti minijature Tuzla.[1]
- 2020. - Nagrada za slikarstvo – Srebrna nagrada "Bez granica", Indija.[2]
- 2017. - Nagrade za slikarstvo – Zlatna paleta ULUS-a, Beograd.[3]
- 2007. - II nagrada za logo znak Eko-gen, Kikinda.

## Samostalne izložbe
- 2025.  Izložba slika, “Tlo”, After5 Art Escape, Arad, Rumunija
- 2024. Izložba slika, “Tlo”, Galeria Brăteanu, Temišvar, Rumunija;
- 2024. Izložba slika, “Tlo”, Stara kapetanija, Zemun;
- 2023. Izložba slika, “Tlo”, Narodni muzej u Smederevskoj Palanci;
- 2023. Izložba slika, “Tlo”, Galerija Novi Grad, Bosna I Hercegovina;
- 2023. Izložba slika, “Tlo”, Galerija Sreten Stojanović, Prijedor, Bosna I Hercegovina;
- 2021. Izložba slika, “Tlo”, Narodni muzej Vranje;
- 2018. Izložba slika, “Tlo” galerija Ulus, Beograd;
- 2015. Izložba slika, “Rađanje”, Kulturni centar Novi Sad, Likovni salon;
- 2015. Izložba slika, “Rađanje” SKC, Novi Beograd;
- 2014. Izložba slika, “Ispod kore”, Stara kapetanija, Zemun;
- 2014. Izložba slika, “Ispod kore”, Galerija Teatar 78, Beograd;
- 2012. Izložba slika, “Zavičajno društvo- Đorđe Vojinović”, Inđija;
- 2012. Izložba slika, Centar za kulturu Smederevo, Nušićevi dani;
- 2012. Izložba slika, PET BARDOVA – legende srpskog glumišta, Galerija Teatar 78, Beograd;
- 2012. Izložba slika, kafe-galerija Freedom, Beograd;
- 2011. Izložba slika, Društvo srpsko- grčkog prijateljstva, Beograd;
- 1999. Izložba slika, Centar za kulturu i sport – Šumice, Beograd.

## Kolektivne izložbe (izbor)
- 2023. IX Međunarodno bijenale umetnosti minijature, Ruse, Bugarska;
- 2023. Međunarodni festival ženske umetnosti Frida, Tirana, Albanija;
- 2023. Bijenale mladih, galerija MMS Novi Pazar;
- 2022. Izložba Eko-vibracije, Umetnička galerija Stara kapetaija, Zemun;
- 2021. Izložba slika Umetnici – Umetnicima, ArtLink kolekcija, Konak kneginje Ljubice, Beograd;
- 2021. Međunarodno bijenale minijature Tuzla, Bosna I Hercegovina;
- 2020. Međunarodno bijenale umetnosti minijature, Temišvar;
- 2020. Godišnja izložba Slikarsko- grafičke sekcije ULUPUDS-a;
- 2020. Bijenale Neodvisne ilustracije, Slovenija;
- 2019. XVII Međunarodna izložba “ŽENE SLIKARI”, Majdanpek;
- 2019. Prolećna izložba, Stara kapetanija, Zemun;
- 2019. Prolećna izložba ULUS, Cvijeta Zuzorić;
- 2018. Međunarodna izložba 30x30, Savremena galerija, Zrenjanin;
- 2018. 62. Oktobarski salon, Narodni muzej Šabac;
- 2018. Tradicionalna izložba „Pogledi 2018”, Galerija 73, Beograd;
- 2017. 20. Međunarodna izložba “Minijatura”, Novi Dvori, Vršilnica, Zaprešić;
- 2016. Jesenja izložba, ULUS, Cvijeta Zuzoric;
- 2016. XXV izložba Mali format, Kulturni centar Šabac;
- 2016. Mali format, ULUPUDS- Kuća Đure Jakšića;
- 2015. Izložba minijature, Akademija likovnih umetnosti Sarajevo;
- 2015. 41. Paleta mladih, Likovna Galerija Kulturnog centra Vrbasa;
- 2014. IV Balaton Salon, Воњарцвашхеђ, Mađarska;
- 2013. MINIMUM MAKSIMUM, četvrta međunarodna izložba, Banja Luka;
- 2013. Mikser festival, Savamala, Beograd;
- 2013. 14. izložba ART-MARKETA, 12 soba - 10 umetnika, kuća Kralja Petra I, Beograd;
- 2012. Međunarodna izložba 30x30, Savremena galerija, Zrenjanin;
- 2012. 19.Beogradska МINI-АRТ scenа, galerija SINGIDUNUM, Beograd;
- 2012. 11. Međunarodno bijenale umetnosti minijature, Gornji Milanovac;
- 2011. Izložba mozaika, Sajam kamena, Kragujevac;
- 2011. II međunarodni festival umetnosti Š.U.N.D (Šta Umetnost Nudi Društvu), ArtCENTAR, Beograd.

## Likovne kolonije
- 2024. Međunarodna likovna kolonija, “Rakani”, Republika Srpska (BiH);
- 2018. Međunarodna likovna kolonija, “PLIVA”, Republika Srpska (BiH);
- 2017. Međunarodna likovna kolonija, “KOLO”, Trebinje (BiH);
- 2017. XII Međunarodna likovna kolonija, “Homolje art”, Žagubica, Srbija;
- 2015., 2016. Međunarodna likovna kolonija “ Susreti”, Makedonija;
- 2014. Međunarodna radionica, „Kreativni horizont”, Bugarska;
- 2012. Udruženje Široka Staza, Zemun.